# Walther Bronsart von Schellendorff
Walther Franz Georg Bronsart von Schellendorff (21 de diciembre de 1833, Danzig - 13 de diciembre de 1914, Gut Marienhof, Amt Güstrow, Mecklemburgo), LLD h.c., fue un General de Infantería à la suite prusiano, General-Adjunto del kaiser y rey, y Ministro de Guerra prusiano.

## Biografía
Nació en el seno de una antigua familia noble prusiana y era el hijo del teniente general prusiano Heinrich Bronsart von Schellendorff (1803-1874) y Antonieta de Rège (1810-1873).
El 26 de septiembre de 1863 en Altona, Bronsart von Schellendorf contrajo matrimonio con Harriet Donner (14 de noviembre de 1841, Altona - 21 de septiembre de 1917, Gut Marienhof, Amt Güstrow), la hija del magnate y banquero de Hamburgo Bernhard Donner, consejero del gobierno danés y terrateniente en el palacio Bredeneek, y Helene Schröder (de una familia con el rango de freiherr).
Era el hermano menor de Paul Bronsart von Schellendorff, y fue nombrado ministro de la Guerra diez años después que él.
Bronsart von Schellendorf abandonó la escuela de cadetes en 1851 y se unió al 1.er Regimiento de Infantería siendo promovido a teniente en 1852. Después de estudiar en el Allgemeine Kriegsschule (Escuela General de Guerra; más tarde Academia Militar Prusiana) desde 1855 hasta 1858 fue hecho adjunto del I Cuerpo de Ejército en 1859, después de haber sido asignado al 8.º Batallón de Cazadores (8. Jäger-Bataillon). En 1860 fue trasladado al departamento de topografía del Estado Mayor y en 1862 fue transferido al Estado Mayor como capitán.
En la Segunda Guerra de Schleswig en 1864, Bronsart von Schellendorff participó en la batalla de Dybbøl. Vivió la guerra austro-prusiana desde el cuartel general del rey de Prusia. Subsiguientemente, fue ascendido a mayor.
Desde 1866 hasta 1869 Bronsart von Schellendorff se mantuvo en el Estado Mayor de la 17.ª División. En 1869 obtuvo el mando de un batallón del 87.º Regimiento de Infantería. Al estallar la guerra franco-prusiana en 1870 era jefe de Estado Mayor del IX Cuerpo de Ejército y participó en todas las batallas del mismo durante la guerra. Desde 1871 hasta 1875 ocupó el mismo puesto en el XIII Cuerpo de Ejército.
En 1875 Bronsart von Schellendorff fue nombrado comandante de la 89.ª Brigada de Infantería y, en 1879, comandante de la 34.ª Brigada de Infantería. En 1880 ascendió a mayor general y en 1881 fue transferido como jefe de Estado Mayor al X Cuerpo de Ejército.
En 1884 ascendió en teniente general y se le asignó el mando de la 17.ª División. En 1888 fue nombrado general comandante (Kommandierender General) del III Cuerpo de Ejército y, en 1890, del X Cuerpo de Ejército. En enero de 1893 cesó en dicho puesto y fue nombrado ministro de Guerra en octubre de ese año. Desde esta posición, defendió al ejército contra las críticas de los Socialdemócratas, y anunció una reforma de la justicia militar criminal a petición del Reichstag. Debido a desacuerdos con el Gabinete del Ejército, dimitió el 14 de agosto de 1896.
Bronsart von Schellendorff murió en 1914 en Gut Marienhof en el Amtsbezirk Güstrow. También era propietario de las fincas Groß- y Klein-Tessin en Güstrow.